# Mei (Arcos de Valdevez)
Mei ist ein Ort und eine ehemalige Gemeinde (Freguesia) im nordportugiesischen Kreis Arcos de Valdevez. In der Gemeinde lebten 118 Einwohner (Stand 30. Juni 2011).
Am 29. September 2013 wurden die Gemeinden Mei und Eiras zur neuen Gemeinde União das Freguesias de Eiras e Mei zusammengefasst.